# Nokia 1600

Nokia 1600 este un telefon simplu cu funcții de bază dezvoltat de Nokia, comercializat din anul 2006. Telefonul a fost lansat inițial în țările în curs de dezvoltare, dar a avut vânzări masive în America de Nord.
Nokia 1600 a vândut în aproximativ 130 de milioane de bucăți datorită popularității sale în piața de preplătită (pre-paid).
Nokia 1600 are un ecran de 1.4 inchi cu 65.536 culori, 20 tonuri de apel polifonice și suportă tonuri de apel MP3.